# Astragalus cephalotes
Astragalus cephalotes — вид квіткових рослин з родини бобових (Fabaceae). Ареал охоплює такі країни: Азербайджан, Іран, Ірак, Ліван, Росія, Сирія, Туреччина.

## Середовище
Це невеликий багаторічний чагарник, який росте в гірських районах. Висота проживання: 600–1870 метрів. Наразі немає відомих серйозних загроз для цього виду.